# NGC 1102
NGC 1102 je galaksija u zviježđu Eridan.

## Vanjske poveznice
- SEDS: NGC 1102